# Bataille au large de Bubiyan
Guerre du Golfe
Batailles
- Bataille des ponts
- Prise du palais Dasman
- Bataille de l'île de Failaka
- Vol British Airways 149

- Opération Bouclier du désert
- Opération Artimon
- Busiris
- Salamandre
- Tempête du désert
- Daguet
- Bataille d'Ad-Dawrah
- Bataille de Khafji
- Bataille au large de Bubiyan
- Bataille de Hafar Al-Batin
- Highway of Death
- Bataille de 73 Easting
- Medina Ridge
- Aérodrome de Jalibah
- Bataille de Norfolk

- Aérodrome de Safwan
- Bataille de Rumaila

La bataille au large de Bubiyan est un engagement naval de la guerre du Golfe, ayant eu lieu dans les eaux près de l'île de Bubiyan et dans les marais de Chatt-el-Arab du 29 janvier au 2 février 1991, où le gros de la marine irakienne était déployée. Les forces navales irakiennes sont engagées et détruites par les navires de guerre et par les avions de la Coalition.

## Déroulement de la bataille
L'attaque initiale est portée par trois hélicoptères Westland Lynx, qui détruisent cinq vedettes TNC 45, un navire de transport et deux patrouilleurs irakiens à l'aide de leurs missiles Sea Skua avant que les avions de l'US Navy n'interviennent. 21 engagements ont en lieu en l'espace de 13 heures. Au total, 21 des 22 navires de la marine irakienne sont neutralisés ou saisis par l'armée iranienne en essayant de s'enfuir, ce qui permit de sécuriser les eaux du Golfe, la marine étant en effet une cible stratégique tout comme la force aérienne irakienne.
Le croiseur USS Princeton (CG-59) et l'embarcation de débarquement USS Tripoli sont en revanche endommagés par des mines marines que les Irakiens avaient placé dans les eaux du golfe Persique près du Koweït, blessant 12 marins américains.
Cette bataille eut un impact considérable sur la bataille de Khafji en Arabie saoudite. Saddam Hussein avait en effet envoyé un navire de débarquement afin de soutenir les soldats irakiens déployés dans la ville. Elle permit ainsi de neutraliser la marine irakienne, seuls quelques navires en mauvais état restant entre les mains des Irakiens.